# کیش‌کون‌فل‌ادیهازا
کیش‌‌کون‌فِل‌اِدْیْهازا (به مجاری: Kiskunfélegyháza) در باچ-کیش‌‌کون در کشور مجارستان واقع شده‌است. جمعیت این شهر ۳۰٫۹۴۶ نفر است.